# Banda de Gaitas Villaviciosa-El Gaitero
La Banda de Gaitas "Villaviciosa-El Gaitero" nació oficialmente en el año 1986, formada por el grupo de alumnos y alumnas de la escuela de música tradicional que había fundado anteriormente en la capital manzanera José Ángel Hevia, maestro gaitero y director de la Banda de Gaitas desde su fundación hasta el año 2001.
En sus 35 años de existencia, la Banda de Gaitas Villaviciosa ha llevado su música por todos lo rincones de Asturias y a numerosos puntos de la geografía de España, pero también a varios países de Europa y América.
Es la banda de gaitas asturiana que más veces ha participado en el Festival Intercéltico de Lorient (Bretaña, Francia), en los años 1990, 1991, 1995, 1998, 2000, 2005, 2012 y 2018. Ha colaborado con artistas como el grupo pop Amistades Peligrosas o el propio Hevia.

## Actualmente
Actualmente está formada por unas 28 personas divididas en dos secciones, gaitas y percusión, donde se encuentran las cajas de alta tensión, los timbales o tambores tenores y el bombo. Su director es desde el año 2017 Daniel Álvarez Mora; siendo el jefe de percusión Eduardo Llosa García.

## Premios
- En 1993 ganó el "I Concurso de Bandas de Gaitas" organizado por la Consejería de Cultura del Principado de Asturias y editaron su primer disco Badarkablar
- En 1994 y 1995 alcanzó el primer puesto en el Concurso y Muestra de Folclore Ciudad de Oviedo
- En 2001 alcanza el tercer lugar en el I Campeonato de Bandas de Gaitas Asturianas organizado por la Federación Internacional de Gaiteros Asturianos (FIGA). En 2002 conseguirá el subcampeonato junto con la Banda de Gaitas "Ribeseya" y en 2003 en la tercera, y última edición del campeonato, el cuarto puesto
- En 2004 ganan la XV Liga Galega de Bandas de Gaitas donde participan más de 125 formaciones de Galicia, Asturias, Portugal y España convirtiéndose en la primera banda no gallega en hacerlo. Además, en esta edición ganan el "lI Concurso de Cuerpos de Percusión."
- En 2005 ganan por segundo año consecutivo la Liga Gallega, así como las tres fases de que se compone dicha competición. Con las victorias en el campeonato gallego, el más importante de la península, es considerada la mejor banda de gaitas de la península ibérica en esos momentos.
- En 2006 quedan subcampeones de la XVII "Liga Galega de Bandas de Gaitas"
- En 2011 recíben el premio "Aldea más guapa" a su trayectoria. Premio anual de la "Asociación de amigos del paisaje de Villaviciosa-Cubera"
- En el año 2014 obtienen un subcampeonato en el I Concurso de Cuerpos de Percusión "Villa de Candas" por detrás de la BGRibes Y ganan el " I Concursu de Bandes  de Gaites "Conceyu de Villaviciosa" celebrado en Villaviciosa.

### Otras distinciones
- Urogallo de Bronce del Centro Asturiano de Madrid
- Manzana de Plata del Concejo de Villaviciosa
- Premio AMAS 2018 (Anuario de la música en Asturias) en la caregoría de GAITA.

## Discografía
- Badarkablar (1993)
- Gaiteros de Maquilán. La islla de piedra (1995)

- Datos: Q12156046